# Manfred Hamm
Manfred Hamm (* 13. Mai 1944 in Cainsdorf) ist ein deutscher Fotograf. Bekannt wurde er durch seine Aufnahmen von Industriegebäuden und seine Bildbände zu speziellen fotografischen Themen.

## Leben
Manfred Hamm wurde in Cainsdorf in der Nähe von Zwickau geboren. Als er elf Jahre alt war, ging seine Mutter mit ihm in den Westen Deutschlands, wo er einige Zeit in Köln verbrachte. Er ließ sich von 1961 bis 1963 in Ulm und München zum Werbe- und Theaterfotografen ausbilden. Von 1965 bis 1967 bereiste er Australien und Südostasien, wobei er sich durch Gelegenheitsjobs, beispielsweise als Fotograf finanzierte. 1967 siedelte er nach Berlin um, wo er bis 1970 als Assistent von Ben Wargin in der Galerie S arbeitete. Ab 1970 war Manfred Hamm als Pressefotograf für verschiedene Zeitschriften tätig. 1977 erschien sein erster Bildband Berlin – Landschaft einer Stadt. Es folgten weitere Buchpublikationen und Fotoausstellungen. Besonders angetan hatten es ihm „Die antiken Stätten von morgen“. So lautet der Titel seines 2003 erschienenen Buches über die Ruinen des Industriezeitalters. Seit 1984 ist Hamm ein berufenes Mitglied der Deutschen Gesellschaft für Photographie. Mittlerweile hat Manfred Hamm das Fotografieren aufgegeben.

## Werk (Auswahl)
- mit Friedrich Schröder-Sonnenstern: Mondgeistfahrt. Bruckmann-Verlag, Berlin 1974.
- Berlin – Landschaften einer Stadt. Nicolai-Verlag, Berlin 1977.
- Berlin – Denkmäler einer Industrielandschaft. Nicolai-Verlag, Berlin 1978.
- Caféhäuser. Nicolai-Verlag, Berlin 1979.
- Dead Tech – A guide to the archeology of Tomorrow. Sierra-Club-Books, San Francisco, Californien, USA 1981.
- Tote Technik. Nicolai-Verlag, Berlin 1981.
- Sterbende Zechen. Nicolai-Verlag, Berlin 1983.
- Great Railway Stations of Europe, Thames and Hudson, London 1984
- Gares, Fer et Styles. Herscher-Verlag, Paris 1984.
- Bahnhöfe. Nicolai-Verlag, Berlin 1984.
- Industriegeschichte des Wassers. VDI-Verlag, Berlin 1985.
- Industriegeschichte des Textils. VDI-Verlag, Berlin 1988.
- Niedersachsen und Bremen: Denkmale der Industrie und Technik. Nicolai, Berlin 1990.
- Cafèhäuser mit R.M. Sommer-Bammel, TOTO-Japan, 1991.
- Backsteinbauten zwischen Lübeck und Stralsund. Nicolai, Berlin 1990.
- Ludwig Persius – Architektur des Königs. Gebrüder Mann, Berlin 1993.
- mit Manfred M. Molter (Hrgb.) und Claus-Dieter Sprink: Köpenick : ein Bezirk von Berlin, Berlin, 1993, ISBN 978-3-87584-430-6.
- Die Berliner Vorstadt – Geschichte und Architektur eines Potsdamer Stadtteils. Nicolai, Berlin 1995.
- Architektur und Schönheit – die Schinkelschule in Berlin und Brandenburg. Transit, Berlin 1997.
- Berlin – Photographien von Manfred Hamm. Nicolai, Berlin 2000, 2. Auflage 2004.
- mit Rolf Peter Sieferle: Die antiken Stätten von morgen. Ruinen des Industriezeitalters. Nicolai, Berlin 2003, ISBN 978-3-87584-407-8.
- Herzogin Anna Amalia Bibliothek. Meissner, Berlin 2007, ISBN 978-3-87527-114-0.
- mit Michael Mende: Markthallen. Nicolai, Berlin 2008, ISBN 978-3-89479-290-9.
- mit Michel Maugé und Michel Astroh: Konzerthäuser. m:com Mannheimer Kongress und Touristik, Mannheim 2012, ISBN 978-3-9814220-0-9.
- mit Enno Kaufhold (Text): Berliner Porträts – Photographien. Eigenverlag, 2015, ISBN 978-3-00-047049-3 (limitierte Edition 500 Exemplare).
- mit Claudia Kromrei (Text) und Thomas Bomm, Postmoderne Berlin, Niggli 2019